# Azay-sur-Thouet
Azay-sur-Thouet is een gemeente in het Franse departement Deux-Sèvres (regio Nouvelle-Aquitaine) en telt 999 inwoners (2005). De plaats maakt deel uit van het arrondissement Parthenay.

## Geografie
De oppervlakte van Azay-sur-Thouet bedraagt 20,3 km², de bevolkingsdichtheid is 49,2 inwoners per km².
De onderstaande kaart toont de ligging van Azay-sur-Thouet met de belangrijkste infrastructuur en aangrenzende gemeenten.

## Demografie
Onderstaande figuur toont het verloop van het inwonertal (bron: INSEE-tellingen).